# سميرة بارودي
سميرة بارودي (9 مايو 1955 -)، ممثلة لبنانية. بدأت مسيرتها الفنية عام 1963 وذلك عبر ثلاثية حملت عنوان «زهرة لا بل زهرتين» في الإذاعة اللبنانية، وهي رئيسة نقابة الفنانين اللبنانيين.

## أعمالها
- وردة شامية 2017
- 1. بقايا حب
- مسلسل 2012
- 2. أبو جعفر المنصور
- مسلسل 2008 ليلى زوجة المهدي
- 3. رجاها
- مسلسل 2005 ام دليلة
- 4. شمس الغايب
- مسلسل 1991 نادية
- 5. سانشيرو
- رسوم متحركة 1986 سانشيرو
- 6. نينجا كابامارو
- رسوم متحركة 1983
- 7. عودة الفارس
- مسلسل 1976
- 8. الجوال
- مسلسل 1973
- 9. الابلة
- مسلسل 1973 ساميه
- 10. باريس والحب
- فيلم 1972 ريم
- 11. عجيب أفندي
- مسلسل 1971
- 12. أبن الحرامي وبنت الشاويش
- مسلسل 1971
- 13. صراع مع الحياة
- مسلسل 1971
- 14. المنتقم
- مسلسل 1969
- 15. جحا
- مسلسل 1969 حنين
- 16. صقر العرب
- فيلم 1968
- 17. الطريد
- فيلم 1968
- 18. أبو المراجل
- مسلسل 1968
- 19. فارس بني عياد
- مسلسل 1968 مها
- 20. ايدك عن مراتي
- فيلم 1968
- 21. شارع الضباب
- فيلم 1967
- 22. مغامرات شوشو
- فيلم 1966
- 23. غارو
- فيلم 1965
- 24. رانزي المدهشة
- رانزي
- 25. البطل خماسي
- هايوما آوي
- 26. ريمي ( الفتى الشريد )
- ماثيا
- 27. جنكيز خان
- مسلسل ماريا مرسيدس 1994 في دور ميتشي
- مسلسل كاسندرا 1996في دور كاسندرا
- مسلسل ماريا ابنة الحي 1998 في دور ماريا

## روابط خارجية
- سميرة بارودي على موقع قاعدة بيانات الأفلام العربية